# 赤塚城
赤塚城（あかつかじょう）は、東京都板橋区赤塚五丁目にあった日本の城。城跡は東京都立赤塚公園の一部として整備され、広場、梅林、桜並木などがある。

## 歴史・沿革
康正2年（1456年）に市川城から移った千葉自胤によって築城されたと伝えられる。ただし、伝承によればそれ以前に源頼朝が挙兵後に徳丸を通過した際に立ち寄ったとも言われており、正確なところは不詳である。
また、赤塚郷は足利直義の所領であったが、観応の擾乱後に渋川氏に与えられ、その後渋川幸子（足利義詮正室・義満養母）が義満が造営した鹿王院に寄進した。ところが、享徳の乱に際して、渋川義鏡が堀越公方足利政知の補佐として東国に下って蕨城に入ると、古河公方について没落したとみられる豊島氏や江戸氏の旧領を接収しながら武蔵国内の渋川領の直接支配を展開するようになる。折しも千葉氏の内紛で古河公方側の一族に滅ぼされた宗家の生き残りである千葉自胤が武蔵国に逃れると、義鏡は赤塚郷は本来渋川領であることを名目に兵粮料所として接収して自胤に与えたと推測される。これに対して鹿王院は室町幕府に提訴し、幕府も寛正3年（1462年）に自胤に退去を命じているが、激しい戦乱の中で退去は行われることはなかったという。
赤塚城は、真北にある荒川の早瀬の渡し場を一望し、また武蔵北部から武蔵南部の下赤塚、江古田に至る鎌倉道（埼玉道）を押さえる、陸運、水運を掌握する要衝であった。赤塚千葉氏は後北条氏の有力な家臣として活躍したが、天正18年（1590年）に豊臣秀吉の小田原征伐で後北条氏が滅亡すると、千葉氏も所領を没収され、赤塚城は廃城になった。

### 現状
現在は赤塚城跡、または赤塚城跡遺跡と呼ばれ、自治体による史跡等の指定または登録はされていないが、周囲は都立公園として整備されている。本丸跡を示す石碑の他には土塁、空堀、水堀、堀切、切岸など、江戸城を除く23区内の城跡の中では最も多くの遺構が残っている。ふもとの赤塚溜池公園は毎年3月上旬頃「赤塚梅まつり」で賑わう。穏やかな休日には付近を散策する人も多い。

## 構造

### 地理
中世の平山城だが、実際には砦と呼ぶべき規模の物であったらしい。本丸は武蔵野台地北東端の段丘の上に築かれており、城の北側は徳丸ヶ原と呼ばれる湿地帯だった。ため池は赤塚城の内堀だったとされるが、周囲の開墾が進んだ明治以降は農業用水として使用され、今日では釣りの楽しめる池として親しまれている。現在は小高い丘に本丸跡の「赤塚城址」があり、ふもとに板橋区立赤塚溜池公園、板橋区立郷土資料館、板橋区立美術館が隣接する。徒歩数分圏内には東京大仏で知られる赤塚山乗蓮寺（二の丸跡）や板橋区立赤塚植物園がある。

## 観光

### アクセス
鉄道：
- 都営地下鉄三田線西高島平駅：徒歩15分
- 東武東上線成増駅：徒歩18分
- 東武東上線下赤塚駅：徒歩22分

バス：
- 東武東上線成増駅北口から 区立美術館経由 高島平操車場行 乗車9分
- 都営地下鉄三田線高島平駅から 区立美術館経由 成増駅行 乗車9分（西高島平駅経由ではないことに注意）

いずれも「区立美術館」下車　美術館近くの丘の上